# Megismerés
A megismerés a materialista filozófiában, közelebbről az ismeretelméletben a valóság gondolati visszatükrözésének a folyamata. Ez a folyamat a gyakorlat során valósul meg, célja az objektív igazság feltárása.

## Leírás
A megismerési folyamat során alakul ki az emberi tudatban a külvilág reális képe, az így szerzett ismeretek alkalmazhatóvá válnak a környezet megváltoztatására a gyakorlati tevékenység során. A gyakorlati tevékenység ugyanakkor alkotóan visszahat a megismerésre, gazdagítja, pontosítja azt.
A tárgyak eleven szemlélete az érzéki gyakorlati tevékenység kezdeti mozzanata, amely az észlelés és a képzet formájában ismerteteket ad a dolgok konkrét külső tulajdonságairól. Ezeket az adatokat a tudat elvont logikai gondolkodás útján dolgozza fel, amelynek formái a fogalom, az ítélet és a következtetés. Végső soron a fogalmak is az ember társadalmi-gyakorlati munkáján alapuló gondolati tevékenység eredményei és eszközei. A megismerés eredményei a nyelv segítségével rögzülnek.
A gondolkodás folyamata sokféle formában valósul meg, mint az indukció és dedukció, analízis és szintézis, hipotézisek és elméletek felállítása. Jelentős szerepe van az alkotó fantáziának, a képzelőerőnek is. A megismerés eredményeinek végső mércéje a társadalmi-történeti gyakorlat.